# Edificio Laminar Plaza
El Laminar Plaza es un edificio de oficinas de estilo moderno, que forma parte del conjunto de torres de Catalinas Norte. Se encuentra en el barrio de Retiro, en la ciudad de Buenos Aires, Argentina. 
También fue conocido durante un tiempo como Edificio Movicom, ya que tenía en su remate el logo de dicha empresa de telefonía, que se mudó al edificio en 2001 y cambió de dueños y nombre en 2005, a Movistar.
Hasta abril de 2009 los cinco últimos pisos fueron propiedad del grupo IRSA, que los había comprado en 1999 a cambio de parte de sus terrenos en Puerto Madero. La multinacional Regus posee también dos de sus 20 pisos, y alquila oficinas.

## Descripción

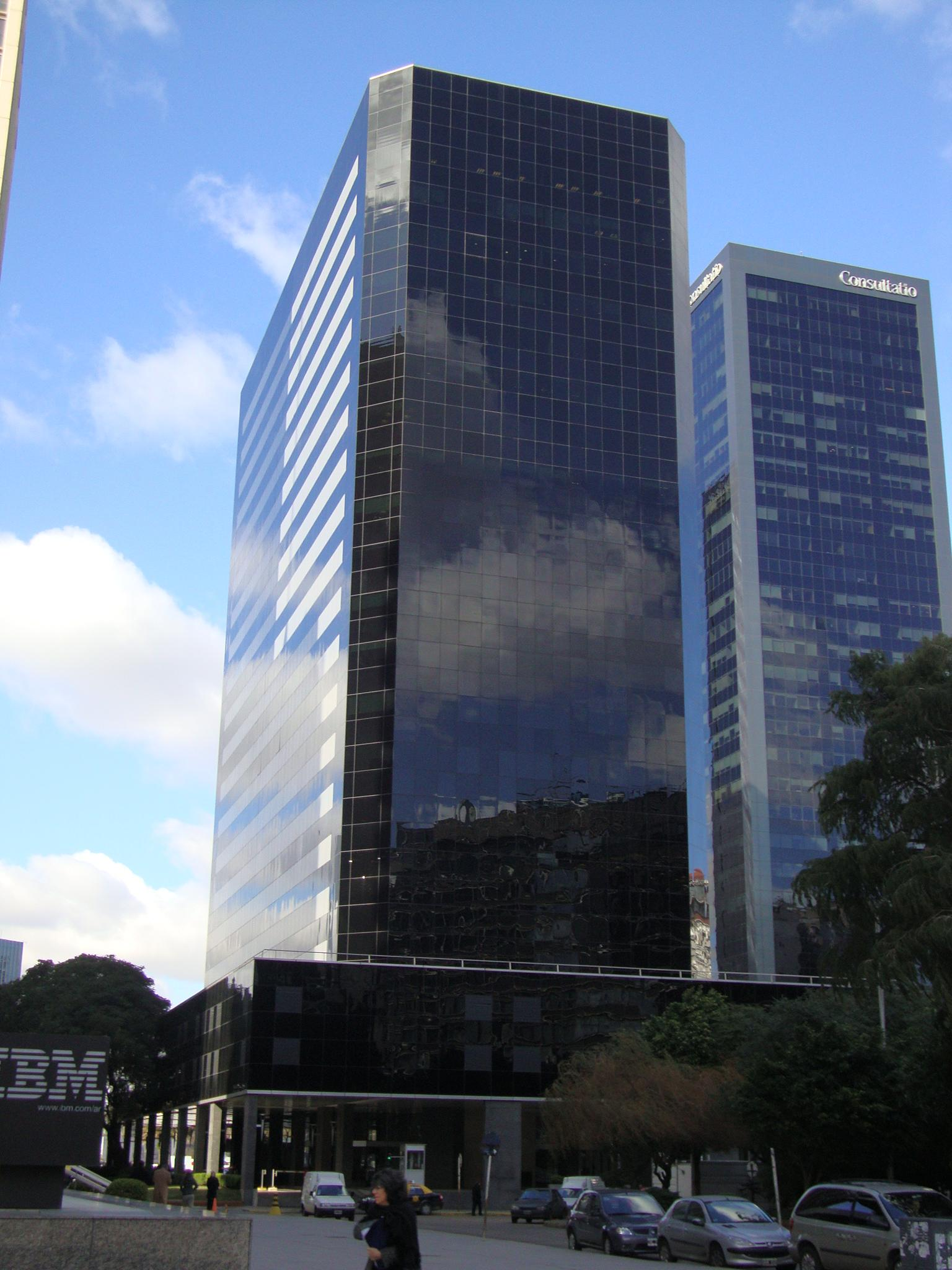
Vista lateral del Laminar Plaza

El Laminar Plaza fue proyectado por el estudio Peralta Ramos SEPRA, de los arquitectos Juan Eiras, Diego Peralta Ramos y Federico Witko, y construido por la empresa Obras Civiles S.A. Se terminó a mediados del año 1999 y se caracteriza por su volumetría simple, consistente en un gran bloque con forma de prisma recto, facetado en las aristas. La fachada consiste en un muro cortina hecho con paneles de aluminio doble capa, y termopaneles de vidrio de color negro, con franjas horizontales de blanco como único detalle decorativo en las dos caras más alargadas.
El edificio consta de un subsuelo, un basamento destinado a cocheras que ocupa la planta baja y el primer piso, y 18 niveles de oficinas. El proyecto original del conjunto Catalinas Norte diseñado por la Municipalidad de la Ciudad de Buenos Aires a fines de la década de 1960 contemplaba un gran basamento compartido por todos los edificios y de circulación libre, incluso destinado a actividades culturales, sin embargo por presiones inmobiliarias esto jamás se concretó. En este caso, el Laminar Plaza retomó parte de la idea de basamento pensada para Catalinas Norte.
La planta baja, de acceso, tiene 500 m² cubiertos y 2000 m² semicubiertos. Los dos primeros pisos son cocheras, y desde el tercer piso cada nivel de oficinas tiene 1450 m² de superficie, divisible en 4 unidades, y el núcleo del edificio ocupado por la batería de 8 ascensores, 4 de ellos funcionan como batería baja, para los pisos inferiores, y los otros como batería alta, para los últimos niveles.